# Melanocallis caryaefoliae
Melanocallis caryaefoliae är en insektsart som först beskrevs av Davis 1910.  Melanocallis caryaefoliae ingår i släktet Melanocallis och familjen långrörsbladlöss. Inga underarter finns listade i Catalogue of Life.